# INVSN
INVSN es una banda de post-punk oriunda de Umeå, Suecia. Fundada en 1999 como un proyecto solista de Dennis Lyxzén, con el alias The Lost Patrol. Tras la publicación de dos álbumes: Songs In The Key Of Resistance (1999) y Songs About Running Away (2003) se convirtió en una banda de tiempo completo. The Lost Patrol Band lanzó The Lost Patrol Band (2005) y Automatic (2006). 
En 2009, el grupo fue renombrado a Invasionen, además de comenzar a cantar en sueco. Hela Världen Brinner y Saker Som Jag Sagt Till Natten fueron estrenados en 2010 y 2011 respectivamente. El nombre del grupo fue simplificado a INVSN en 2013, desde ese momento han publicado dos álbumes más: INVSN (2013) y The Beautiful Stories, sumado a varios EP y sencillos en vinilo.
La banda ha tenido varios cambios de formación, actualmente está integrada por Lyxzén –voz–, Anders Stenberg –guitarras–, Sara Almgren –bajo–, André Sandström –batería– y Christina Karlsson –teclados–. En la última década, han visitado China, Cuba, Canadá, Estados Unidos y varios países de Europa.

## Historia

### The Lost Patrol
The Lost Patrol comenzó como un proyecto solista de Lyxzén. En 1999, publicó su álbum debut Songs in the Key of Resistance, con líricas politizadas e influencia folk. En una línea similar –pero más emocional, introspectiva y experimental– estrenó Songs about Running Away, en 2003. David Sandström (Refused), Stefan Granberg (Randy) y Lisa Miskovsky participaron como colaboradores para este último.
En 2005, Burning Heart Records informó que The Lost Patrol pasó de ser un proyecto solitario a banda completa. Esto se refleja en su tercer lanzamiento: The Lost Patrol Band. El álbum representa un cambio musical, que abarca punk y power pop setentero.

### Invasionen
En 2009, la banda se renombró a Invasionen, debido a que una banda estadounidense ya tenía su antiguo nombre. Invasionen lanzó su álbum debut Hela Världen Brinner por Columbia, aunque la versión en vinilo fue por Ny Våg, sello de Lyxzén. A diferencia de álbumes anteriores, sus letras están en sueco.
Poco después del lanzamiento, Robert Pettersson dejó la banda para concentrarse en Masshysteri; siendo reemplazado por Richard Österman. La banda promocionó el material por Suecia y España.
En el otoño de 2011, apareció Saker Som jag Sagt Till Natten por Sony, con un sonido post-punk más oscuro. Sara Almgren (Doughnuts, Masshysteri) se unió a la banda como bajista y Richard pasó a la guitarra. A su vez, realizaron una gira por China, antes de recorrer Escandinavia. 

### INVSN

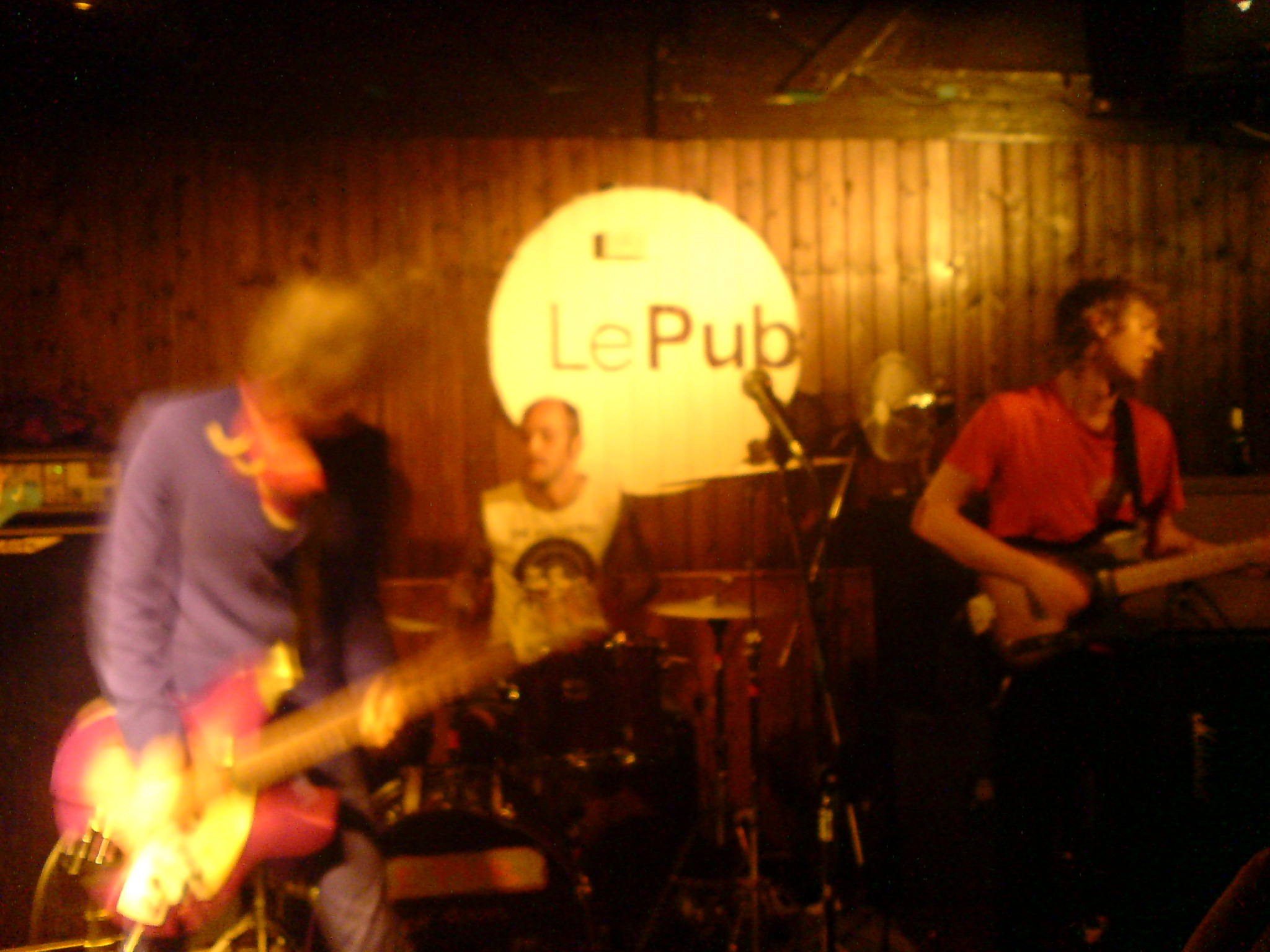
The Lost Patrol Band en vivo en Newport, 2007.

En 2013, el grupo firmó con Razor & Tie, simplificando el nombre a INVSN; lanzando un álbum homónimo en inglés y sueco, respectivamente. La versión en inglés se publicó el 24 de septiembre, y la banda emprendió una gira en Norteamérica junto a Minus the Bear. Antes de la gira, Richard Österman dejó la banda, uniéndose Christina Karlsson y Kajsa Bergsten. 
Durante 2013 y 2014, la banda hizo más de 110 espectáculos en todo el mundo. Dos tours por Norteamérica, un viaje a Cuba y un par de giras europeas, entre ellas una con Against Me!. El 2014 culminó con el estreno del vinilo 7" Hjärtat y un split 7" con la banda de Los Ángeles Sister Mystery, sumado a unas fechas en Reino Unido con Echo and the Bunnymen.
En el otoño de 2015, hicieron un breve tour escandinavo junto con The Soft Moon.
En 2016, INVSN firmó con el sello sueco Woah Dad!, lanzando el sencillo Immer Zu, adelanto del álbum The Beautiful Stories.
El 10 de febrero, se estrenó The Beautiful Stories, primer lanzamiento en inglés (a excepción de la versión en inglés del álbum homónimo). Obtuvo buenas críticas e incluso ganó difusión radial. En promoción, INVSN se embarcó en una gira por Suecia a mediados de año, seguido de un tour por Estados Unidos, Canadá y Alemania.
El EP 12" Forever Rejected se publicó a inicios del 2018, con el apoyo de los sellos Woah Dad! y Dine Aone.

## Miembros
| Miembros actuales - Dennis Lyxzén – voces, guitarras (1999–presente) - Anders Stenberg – guitarras, teclados, coros (2004–presente) - André Sandström – batería, percusión, coros (2004–presente) - Sara Almgren – bajo, coros (2011–presente) - Christina Karlsson – teclados, sintetizadores, coros (2013–presente) | Miembros anteriores - Kajsa Bergsten – guitarras, coros (2013–2015) - Stefan Granberg – bajo, guitarras, coros (2004–2005) - Robert Pettersson – bajo, coros (2004–2010) - Richard Österman – bajo, coros (2010–2011), guitarras, coros (2010–2011) - Daniel Berglund – percusión (2004–2005) - Jonas Lidström – órgano, teclados, coros (2004–2005) |

## Discografía
| Álbumes - Hela Världen Brinner (2010, Columbia, Ny Våg) - Saker Som Jag Sagt Till Natten (2011, Sony, Columbia) - INVSN (2013, Razor & Tie) - The Beautiful Stories (2017, Woah Dad!) Singles y EPs - Invasionen 7" (2009, April77) - Får Aldrig Tro 7" (2010, Columbia) - Arvegods 12" (2011, Ny Våg) - INVSN CD single (2013) - Hjärtat! 7" (2014, Sony) - INVSN / Sister Mystery split 7" (2015, Beyond Ideas) - Immer Zu 7" (2016, Woah Dad!) - The Lost Ones / Valentine's Day 7" (2017, Dine Alone) - Forever Rejected 12" (2018, Woah Dad!, Dine Alone, Caroline) Compilaciones - The Beautiful Stories...Forever Rejected 12" (2019, Cargo, Woah Dad!, Dine Alone) | Álbumes - Songs In The Key Of Resistance (1999, Startracks) - Songs About Running Away (2003, Burning Heart) - The Lost Patrol Band (2005, Ny Våg) - Automatic (2006, Ny Våg) Singles y EP - The Lost Patrol 7" (1999, Her Magic Field) - Alright CD single (2003, Burning Heart) - Golden Times CD single (2005, Burning Heart) - Automatic Kids 7"/CD (2006, Ny Våg) |